# Asopio (hijo de Formión)
Asopio fue un almirante ateniense que sirvió, al igual que su padre Formión, durante la guerra del Peloponeso. En el cuarto año de guerra comandó una escuadra de treinta trirremes en dirección al Peloponeso, las cuales arrasaron las ciudades costeras de Laconia. Esta expedición fue enviada a petición de los acarnanios, que habían solicitado además a Atenas que fuese comandada por alguien de la familia de Formión.
Una vez concluido el ataque sobre Laconia, Asopio hizo regresar a casa a dieciocho de las naves, dirigiéndose con las doce restantes a Naupacto, desde donde intentó sin éxito sitiar la ciudad de Eníadas. Tras este fracaso, licenció a parte de su ejército y, navegando hasta Léucade, efectuó un desembarco en Nérico, donde murió en el transcurso de una retirada. Posteriormente los atenienses recuperarían su cuerpo tras un pacto con los leucadios.